# Adli Yakan Paixà
Adli Yakan Paixà (àrab: عدلي يكن باشا, ʿAdlī Yakan Bāxā) (el Caire, 18 de gener de 1864 - París, 22 d'octubre de 1933) fou un home d'estat egipci. El seu pare Khalil ibn Ibrahim Yakan era net d'una germana de Muhàmmad Alí Paixà. La família era rica i tenia moltes terres; es va educar a Europa i a Turquia (aleshores Imperi Otomà).
Fou ministre d'Educació al govern de Husayn Rushdi Pasha (1914-1919) i fou un polític destacat després de la guerra mundial. El 1920 fou ministre d'afers exteriors amb Muhammad Tawfiq Nasim Pasha, i va negociar a Londres amb Lord Milner l'estatus d'Egipte.
El 16 de març de 1921 fou nomenat primer ministre, tornant a Londres a negociar amb Lord Curzon, però el Wafd de Saad Zaghlul va denunciar la seva posició acomodatícia i la pressió el va obligar a dimitir el desembre de 1921, sense haver aconseguit un acord; l'1 de març de 1922 el va substituir el gabinet d'Abdel Khalek Sarwat i l'octubre de 1922 va fundar el Partit Constitucional Liberal del que fou president fins al 1924.
El 7 de juny de 1926 fou cridat per segon cop a dirigir el govern, en coalició amb el Wafd, però les crítiques de la seva política moderada pels wafdistes (que tenien la majoria al Parlament) el van obligar a dimitir el 26 d'abril de 1927. El 4 d'octubre de 1929 fou cridat per tercera vegada per dirigir un gabinet interí encarregat de supervisar les eleccions parlamentàries que va estar en funcions fins al 31 de desembre de 1929.
Llavors va presidir el Senat però va dimitir l'octubre de 1930 en protesta per la derogació de la constitució del 1923 pel primer ministre Ismail Sidki Pasha.
Va morir el 1933 a França.